# Hüseyin Türkmen
Hüseyin Türkmen (* 1. Januar 1998 in Akçaabat) ist ein türkischer Fußballspieler.

## Karriere
Türkmen begann mit dem Vereinsfußball 2007 in der Jugendabteilung von Ünyespor und spielte anschließend für die Nachwuchsabteilungen der Vereine 1461 Trabzon und Trabzonspor. Im November 2017 erhielt er beim Schwarzmeer-Klub einen Profivertrag und gab sein Profidebüt in der Pokalbegegnung vom 12. Dezember 2017 gegen Büyükşehir Belediye Erzurumspor.

## Erfolge
- Türkischer Meister: 2021/22